# Ilan Kebbal
Ilan Kais Kebbal (Marsella; 10 de julio de 1998) es un futbolista profesional franco-argelino que juega como centrocampista en el París F.C. de la Ligue 1.

## Carrera profesional
Kebbal pasó por los equipos de reserva del Burdeos y luego del Reims antes de fichar por el Dunkerque el 2 de julio de 2020. Debutó como profesional con el Dunkerque en una victoria por 1-0 contra el Toulouse FC en la Ligue 2 el 22 de agosto de 2020.

## Selección nacional
En 2018, Ilan Kebbal fue convocado para una concentración con la selección sub-21 de Argelia.
Fue convocado con la selección nacional de Argelia en octubre de 2021.

## Vida privada
Kebbal tiene nacionalidad argelina y francesa.

## Palmarés
Individual
- UNFP Ligue 2 Team of the Year: 2023–24[8]